# No hables con extraños
No hables con extraños (título original Summer Scars) es una película de terror británica de 2007 producida y dirigida por Julian Richards. Está basado en una situación que el propio Richards experimentó durante su niñez.  El reparto incluye a Kevin Howarth, Ciaran Joyce, Amy Harvey, Darren Evans, Jonathan Jones, Chris Conway, Ryan Conway, y Chole Parfitt.

## Argumento
Una pandilla de seis adolescentes deciden pasar el día en el bosque, donde se encuentran con Peter, un vagabundo extraño pero carismático que se muestra simpático con los jóvenes, quienes acaban confiando en él y jugando los juegos que les propone. Más adelante, Peter cambia de actitud y utiliza lo que ha aprendido sobre los chicos en su contra, metiendo cizaña y manipulando sus mentes. La pandilla se da cuenta, quizás demasiado tarde, que están en manos de un enfermo mental peligroso. Los chicos deberán abrazar el lado oscuro de la naturaleza humana para sobrevivir al calvario.

## Reparto
- Kevin Howarth es Peter.
- Ciaran Joyce es Bingo.
- Amy Harvey es Leanne.
- Darren Evans es Jonesy.
- Jonathan Jones es Paul.
- Chris Conway es Ben.
- Ryan Conway es Mugsey.
- Chole Parfitt es Scott.

## DVD
La película tuvo un estreno limitado en Reino Unido por el Instituto de Artes Contemporáneas (ICA) en su temporada para el 'Nuevo Cine británico'. En 2008 fue lanzada en DVD en América del Norte y en 2009 en el Reino Unido. En España fue distribuida por Wide Pictures.

## Recepción
Tomates podridos, la puntua con un 70% y dice que es un film barato pero lleno de tensión. Summer Scars ha sido incluida dentro de la vision Broken Britain junto con otros films como Harry Brown, Eden Lake, El Desaparecido, Outlaw, El Éxtasis de Robert Carmichael y Heartless.
Algunos críticos la han definido como una mezcla de Cuenta Conmigo y Eden Lake, pero con un guion flojo y unos actores demasiado novatos.